# Форш, Эдуард Иоганнович
Эдуард Иоганнович (Иванович) Форш (1828—1896) — русский геодезист, картограф, астроном и изобретатель, генерал от инфантерии.

## Биография
Родился в 1828 году. Происходил из остзейских немцев.
Начальник Военно-топографического отдела Главного штаба-начальник Корпуса военных топографов (1867—1885), член Русского географического общества, где с 1866 по 1885 являлся помощником председателя, а с 1879 по 1886 — председатель отделения математической географии.
Скончался 9 (21) июня 1896 года.
Имя Эдуарда Ивановича Форша записано на золотых досках в двух военных академиях: Инженерной и Генерального штаба; его фамилия была выбита на настольной юбилейной медали «В память 50-летия КВТ».

## Семья
Жена, Елизавета Романовна (Elisabeth Mathilde Wilhelmine) Янковская. У них было 5 детей:
- Эдуард Эдуардович (нем. Eduard Johann Forsch; 1865—1934), педагог[2][3]; женился 5 февраля 1895 года на Вере Измайловне Срезневской (дочери филолога И. И. Срезневского)[4][5]
- Борис Эдуардович (нем. Boris Otto Forsch; 1866—1920)[6], женат на Ольге Дмитриевне Комаровой, ставшей советской писательницей; у них 10 мая 1898 года родилась дочь Тамара[7].
- Николай Эдуардович (1868—1914), полковник
- Елизавета Эдуардовна (1872—1931), её муж — Александр Петрович фон Энден (1871—1930)
- Ольга Эдуардовна (1877—1971), замужем за А. П. Мещерским (их дочь — Кира Александровна Мещерская)